# فايتكس المطاط الطبيعي
```
فايتكس المطاط الطبيعي اللثي 
 (NRL) هي ماركة من المطاط الطبيعي الذي تنتجه وتسوقه شركة شركة فياستار. فايتكس NRL هو مادة بديلة للمواد التركيبية البترولية والتقليدية، أو Hevea (
هيفيا
) ، المطاط الطبيعي. تظهر نتائج اختبار البروتين أن فايتكس يحتوي عادة على 90٪ أقل من البروتينات المضادة للمستضدات من مطاط المطاط الطبيعي Hevea (هيفيا)
[
1
]
```

تتضمن الخصائص الفيزيائية لـ فايتكس حماية الحاجز، والمرونة، والحساسية اللمسية، والقوة، والراحة والملاءمة. تأتي فايتكس في درجتين: فايتكس مرتفعة الأمونيا (Vytex HA) للقفازات الجراحية والفحص والمطاط والقسطرة والبالونات وفايتكس منخفضة الأمونيا (Vytex LA) للتطبيقات اللصقة والرغوة.
في مايو 2009 ، منحت إدارة الغذاء والدواء الأمريكية 510 (k) تخليصها لتسويق وبيع الواقي الذكري المصنوع من فايتكس الذي يحتوي على أقل من 2 ميكروغرام / دي 2 من البروتينات المستضدية.
تم إنشاء فايتكس في عام 2005 من قبل فريق عالمي من العلماء بما في ذلك ترافيس هونيكت، الذي يحمل أكثر من 100 براءة اختراع. يحمل فايتكس براءة اختراع أمريكية، طلب معلق إضافي، وإيداعات دولية متعددة لبراءات لفايتكس.
يتم إنتاج فايتكس بواسطة Revertex Malaysia وتوزع بواسطة Centrotrade Minerals and Metals، Inc.
في مايو 2018 ، استحوذت فياستر على أصول تكنولوجيا UV Flu Technologies .

## البروتينات الأنتيجينية
وفقا لمراكز السيطرة على الأمراض والوقاية منها، تسبب البروتينات في اللاتكس مجموعة من ردود الفعل التحسسية. تعتبر الحساسية تجاه اللاتكس أكثر شيوعًا في العاملين في مجال الرعاية الصحية، على الرغم من وجود نقص في وعي الممرضات بأن التعرض المتكرر لحساسية اللاتكس يسبب حساسية اللاتكس.
يحتوي المطاط الطبيعي على أكثر من 200 بروتين، على غرار المواد النباتية الطبيعية الأخرى، 13 منها معروفة بالحساسية يتم إنشاء فايتكس NRL من خلال عملية تقلل إلى حد كبير من هذه البروتينات.

## العمليات العلمية
يأتي مطاط فايتكس الطبيعي من شجرة المطاط Hevea brasiliensis ، التي تزرع في المقام الأول في جنوب شرق آسيا. مادة اللاتكس المطاط الطبيعي عبارة عن سائل أبيض غائم يتم جمعه عن طريق قطع شريط رفيع من اللحاء من الشجرة ويسمح بتفريخ مادة اللاتكس في كوب جمع خلال عدة ساعات. بعد الجمع، يتم معالجة اللاتكس بالأمونيا لمنع التخثر ويتم نقله إلى منشأة معالجة للتركيز والتكثيف.
يتم إضافة هيدروكسيد الألومنيوم ، وهو مادة كيميائية ملزمة بالبروتين المذبذب،  إلى مادة مصدر اللاتكس بينما لا يزال في شكل سائل إلى معقد وإزالة البروتينات المستضدية. هيدروكسيد الالمنيوم يمكن أن يشكل بنية تشبه الهلام وتعليق أي مواد غير مرغوب فيها في الماء، بما في ذلك البكتيريا. في ظل ظروف معينة، فإنه ينتج مجمعات البروتين التي يتم إزالتها من حل فايتكس.

## اختبار لمستويات البروتين
تخضع عينات فايتكس NRL إلى اختبار تعديل Lowry ASTM D5712-05 ، المستخدم لقياس البروتينات القابلة للاستخراج في مطاط اللاتكس الطبيعي،  واختبار تثبيط ELISA ASTM D6499-07 ، المستخدم في اختبار بروتينات اللاتكس المستضدية.
تم اختبار أفلام وعينات مصنوعة بطريقة غير نظيفة من فايتكس NRL بشكل مستقل لمستويات البروتين على ثلاث فترات: مباشرة بعد الإنتاج، بعد 21 يومًا من التخزين، وبعد 6 أشهر من التخزين.
```
ولدت نتائج الاختبار خلال جميع مراحل اختبار البروتين أقل من 10 ميكروغرام / دسم² من البروتين المستضدي باستخدام طريقة اختبار البروتين ELISA. المنتجات المصنوعة من فايتكس NRL في ظروف مماثلة تستخدم لإنتاج مطاط المطاط الطبيعي Hevea بشكل متكرر يحمل أقل من 0.2 ميكروغرام / dm² من البروتين المستضدي. بشكل عام، يحتوي Vytex NRL على بروتينات مستضدية أقل بنسبة 90٪ من مطاط المطاط الطبيعي Hevea.
[
1
]
```

## الروابط الخارجية
- Vytex Natural Rubber Latex
- The American Latex Allergy Association
- NIOSH Latex Allergy Alert
- Asthma and Allergy Foundation of America
- American Academy of Allergy, Asthma and Immunology